# Maximiliano Ruiz Castañeda
Maximiliano Ruiz Castañeda (Acambay, Estado de México, 5 de diciembre de 1898 - Ciudad de México, 1 de octubre de 1992) fue un médico, investigador, académico y político mexicano.

## Estudios
En 1911 ingresó al Instituto Científico y Literario de Toluca, en donde conoció y entabló amistad con el doctor Gustavo Baz. En 1917 se trasladó a la Ciudad de México para estudiar la licenciatura en la Escuela Nacional de Medicina, donde nuevamente se encontró con Gustavo Baz, quien para entonces había vivido la experiencia de ser gobernador del Estado de México.
Obtuvo el título de médico cirujano en 1923, un año más tarde viajó a Europa para realizar cursos de posgrado de microbiología en la Universidad de París y en el Instituto Pasteur.

## Investigador
En 1931 viajó a los Estados Unidos, colaboró con el doctor Hans Zinsser en la Universidad de Harvard para elaborar la vacuna contra el tifus. Regresó a México en 1936, fundó el Laboratorio Experimental de Inmunología en las bodegas del Hospital General. En 1938, perfeccionó la vacuna contra el tifus, la cual se conoció como la Vacuna Antitífica Castañeda y fue utilizada durante el desarrollo de la Segunda Guerra Mundial.
El éxito mundial de la vacuna fue el motivo principal para ser acreedor al Premio Nacional de Ciencias y Artes en el área de Ciencias Físico-Matemáticas y Naturales de 1948, le fue entregado por el presidente Miguel Alemán. Su labor fue reconocida por la Phi Sigma Biological Sciences Honor Society, la Sociedad Norteamericana de Inmunología, la Academia de Medicina de Nueva York, la Sociedad de Patología Exótica de París y la Sociedad Mexicana de Geografía y Estadística. Además, le fueron entregados los siguientes reconocimientos:
- Orden Nacional al Mérito por el gobierno de la República de Ecuador
- Medalla Luis Pasteur otorgada por el gobierno de Cuba
- Condecoración al Mérito Científico otorgada por el gobierno del Estado de México
- Premio del Consejo para la Investigación Médica, otorgado por el presidente Luis Echeverría.

Fue elegido senador para representar al Estado de México de 1958 a 1964 en el Congreso de la Unión. Hacia el ocaso de su vida trabajó en los laboratorios del Hospital Infantil de México, donde realizó investigaciones de urodiagnóstico y obtuvo antígenos de la orina de los pacientes, con la finalidad de generar resultados para combatir alergias y asma. Murió el 1 de octubre de 1992 en la Ciudad de México.
En su honor, el Hospital General de Naucalpan “Maximiliano Ruiz Castañeda” y el Centro de Salud T-III “Maximiliano Ruiz Castañeda” llevan su nombre.